# Ciuchcia (czasopismo)
Ciuchcia: miesięcznik nie tylko dla grzecznych dzieci – czasopismo wydawane w Polsce od 1994 roku na podstawie programu telewizyjnego dla dzieci pod tym samym tytułem, emitowanego w TVP w latach 1990–2000.

## Historia
W 1994 roku za sprawą redaktora Andrzeja Marka Grabowskiego miesięcznik został wprowadzony na rynek przez TVP jako rozszerzenie programu telewizyjnego Ciuchcia. Pierwszy numer rozszedł się w ogromnym nakładzie, osiągając sprzedaż na poziomie ponad 98 % wyprodukowanych egzemplarzy.
Czasopismo ukazywało się aż do września 2010 roku.
W latach 1994–2001 czasopismo zawierało takie rozdziały jak:
- Komiks – komiks z udziałem Kulfona i Moniki,
- Rebuś – łamigłówki, rebusy, krzyżówki, a także komiksy z Rebusiem,
- Profesor Ciekawski
- Pani Kredka – kącik plastyczny
- Pytasia
- Klub Myszki Norki
- Wierszykowanie
- Kłopotki
- Zwierzyniec – zwierzęta,
- Ciuchciobajki
- Humorki
- Sprężynki
- Anglomówki – język angielski z Kulfonem i Moniką.
- Myśl-wymyśl
- Żabia kuchnia
- Telelufcik
- Listy, liście, listeczki
- Kącik potworzenia
- Z pamiętnika telewizyjnej gwiazdy
- Z notesu wybitnego reżysera
- Z Bulwonem po świecie
- Tik-Tak
- Nasi, wasi przyjaciele
- Teatrzyk Nieduży
- Kluby Przyjaciół Zwierząt im. Żaby Moniki

W latach 2001-2010:
- W baśniowej Tuplandii
- Serowe Historyjki
- Serowe Zabawy
- Lekcje plastyki Żaby Moniki
- Zwierzątkowo
- Zwierzęce PrzedsZkOOle
- Gra planszowa
- Przygody Dąbka
- Konkurs Dąbka
- Krzyżówki
- Literkowo
- Przygody Piotrka
- Angielski z Piotrkiem

## Redakcja
Pierwszym redaktorem naczelnym miesięcznika był Andrzej Marek Grabowski, wspierany przez Jolantę Marcollę (naczelna graficzka), Joannę Strzelecką (zastepca redaktora naczelnego), Annę Królik i Martę Jurzyńską. Od 2006 roku rolę redaktora naczelnego pełnił Artur Niewiada

## Źródła
* Tekst o historii i kulisach programu i miesięcznika na Nostalgia.pl – autorstwo Andrzeja Marka Grabowskiego 
- https://archive.org/details/ciuchcia-12-70-grudzien-1999

- https://archive.org/details/ciuchcia-11-45-listopad-1997